# Molnár Lajos (ornitológus)
Molnár Lajos (Körmend, 1853. szeptember 1. – Molnaszecsőd, 1942. március 1.) ornitológus, körjegyző.

## Élete
A szombathelyi hatosztályos főgimnáziumban tanult. Molnaszecsőd és a szomszédos községek körjegyzője (1880. novemberétől); közben szabadidejében a madarakat tanulmányozta.

## Tudományos munkássága
Észleléseiről folyamatosan tájékoztatta a Magyar Ornithológiai Központot (mai nevén Magyar Madártani Intézet). Kapcsolatban állt Chernel Istvánnal és Herman Ottóval, segédkezett Chernel madaras könyvének megírásában; madárgyomor-tartalmakat, valamint vonulási és előfordulási adatokat gyűjtött. Chernel a szombathelyi múzeumban természetrajzi osztály létesítését, és ott Vas vármegye teljes madárvilágának bemutatását tervezte, s ehhez Molnár Lajos segítségét is kérte. Ekkortól Molnár Lajos révén nagyon sok, Körmend és Molnaszecsőd környéki madár került muzeális gyűjteménybe.
Molnár Lajos nevéhez fűződik a fenyőrigó fészkelésének első bizonyítása - 1901-ben Molnaszecsőd határában találta meg először fészkelni Magyarországon. Hazánkban ő fogta be, és preparálta ki az első, és egyetlen havasi csókát, amely azt bizonyítja, hogy ez a madár az Alpok hegyvidékéből néha hozzánk is átlátogat. Hagyatékában - kedvencei, a kolibrik mellett - még számos ritka, egzotikus madár is megtalálható, mint például Guatemala címerállata, a kvézál, és egy ma már kihalt faj, a karolina papagáj egy példánya. 
Széles körű kapcsolatokat alakított ki külföldi kutatókkal, a New York-i, a Sydney-i, a koppenhágai Nemzeti Múzeum, a Kalkuttai Múzeum, az California Academy of Sciences és a washingtoni Smithsonian Institute ornitológusaival. A Smothsonian Ins. mint az egzotikus madarak kitűnő ismertetőjét meghívta belső munkatársának, de az ajánlatot visszautasította. A Magyar Ornitológiai Központ felvette rendes megfigyelői közé (1902); haláláig rendszeresen küldte be megbízható, pontos madárvonulási jelentéseit.

## Gyűjteménye és publikációi
Múzeumában mind az öt világrész ornisa képviselve volt, mintegy 340 bel- és 300 külföldi, részben saját kezűleg, művészi módon kikészített, biológiai csoportokban felállított madárral, köztük mintegy 80 kolibrival. 
Tudományos munkássága jórészt kiadatlan; Jegyzéke Molnaszecsőd teljes madárvilágának c. kézirata a Madártani Intézetben a háború során tűz martalékává vált. Kisebb publikációi az Aquila, a Természet, a Vasi Szemle és a Rábavidék hasábjain jelentek meg. – A Királyi Magyar Természettudományi Társulat r. tagja (1918). – Kitömött hazai és külföldi madaraiból sokat múzeumoknak és iskoláknak ajándékozott, a körmendi polgári iskolának madártojás-gyűjteményét adományozta. Madárgyűjteménye jelentős részét jelenleg a körmendi Olcsai-Kiss Zoltán Általános Iskolában őrzik. A 154 kitömött madarat 1997. október 7-én védetté, 11 db. trópusi kolibri fajt különösen értékessé nyilvánították. A preparátumokat az iskolában állandó kiállításon helyezték el. "Molnár Lajos madárgyűjteménye" címmel a körmendi Olcsai-Kiss Zoltán Általános Iskola tanulmánykötetet adott ki. Emlékét Körmenden utcanév és emléktábla őrzi (1998. jún.).